# Bundesautobahn 104
Pour les articles homonymes, voir A104.
La Bundesautobahn 104 était le nom du projet de Bundesautobahn à Berlin.

## Histoire
L'A 104 devait relier le périphérique de Berlin (Bundesautobahn 100) depuis l'ancien échangeur de Wilmersdorf avec le quartier berlinois de Steglitz. L'extension initialement prévue le long de la Schildhornstraße jusqu'à l'A 103 n'est plus réalisée. Depuis 2006, l'A 104 est une branche de l'A 100 et est fermée à la circulation des camions transportant des marchandises dangereuses entre les carrefours de Mecklenburgische Straße et Schildhornstraße.
Entre les carrefours Mecklenburgische Straße et Breitenbachplatz, l'autoroute traverse un bâtiment classé construit à l'époque de Berlin-Ouest entre 1976 et 1981 avec le manque extrême de terrains à bâtir autour de l'autoroute. L'aménagement autoroutier de la Schlangenbader Straße est communément appelé "serpent". Le tronçon de tunnel mesure environ 600 mètres de long et a coûté plus de 200 millions d'euros à la société de logement Degewo. Le "serpent" entoure toute la largeur de l'autoroute, le tracé traversant l'installation aux deuxième et troisième étages. Pour chaque sens de déplacement, un tube indépendant à trois voies est disponible, complètement séparé des unités résidentielles et soutenu élastiquement par des supports en caoutchouc. Les parkings du complexe résidentiel sont situés sous les routes.
L'ancienne A 104 est déclassée en embranchement de l'A 100 le 1er janvier 2006 et ne possède donc plus de numéro propre qui l'identifie comme autoroute fédérale indépendante. L'autoroute est désormais gérée comme un tronçon de l'A 100 conformément à la loi fédérale sur les Bundesfernstraße. Dans la zone du dernier tronçon d'environ 1 384 m de long entre les carrefours de la Mecklenburgische Straße et de la Schildhornstraße (kilomètres 1,210 à 2,594), y compris l'aménagement de la Stangenbader Strasse (ÜBS), l'ancienne A 104 est reconstruite conformément à l'article 2, paragraphes 4 et 6 de la loi fédérale sur les Bundesfernstraße, à compter du 25 mars 2006, est déclassée en route de premier ordre à caractère autoroutier selon la loi sur les autoroutes de Berlin et relève donc de la responsabilité du Land de Berlin.
Depuis l'A 100, seules les directions de Mecklenburgische Straße et Schmargendorf sont indiquées. Il n'y a aucune référence à Steglitz. Ceci est intentionnel afin de détourner le moins de trafic possible vers la Schildhornstraße, qui est l'une des rues de Berlin les plus polluées par les particules. En suivant la Schildhornstraße vers le sud-est après avoir quitté l'A 104, on traverse la Schloßstraße directement au niveau de la Bierpinsel et atteint la Bundesautobahn 103 à la sortie de Filandastraße. Cette sortie est également accessible en prenant l'A 100 en direction du sud-est jusqu'à l'échangeur de Schöneberg, puis en changeant pour l'A 103 en direction de Steglitz. Malgré le détour, cet itinéraire rapide est souvent emprunté par le trafic routier, qui n'est pas autorisé à emprunter l'ancienne A 104 en raison de la fermeture aux camions transportant des marchandises dangereuses.
En avril 2023, le tunnel de la Linienbader Straße est fermé indéfiniment à la circulation en raison de manquements importants en matière de sécurité.
Le 13 décembre 2023, le Département sénatorial de la mobilité, des transports, de la protection du climat et de l'environnement annonce son intention de rénover et de rouvrir le tunnel. Le Sénat relève les coûts de construction estimés sur la base de l'indice des prix de la construction à environ 32,3 millions d'euros. L'ouverture est prévue pour 2029.